# ميجل ليون بورتيا
مجيل ليون بورتيا (بالإسبانية: Miguel León -Portilla)‏‏ (1926 - 2019م)، هو فليسوف ومؤرخ مكسيكي، ترتكز خبراته الأساسية حول فكر وأدب ناواتل. منذ عام 1988م وهو الباحث الفخري في الجامعة الوطنية المستقلة في المكسيك، وحصل على وسام بيليساريو دومينغيز عام 1995م. وفي 23 مارس 1971م أصبح عضو في الكلية الوطنية المكسيكية.

## الدراسات والأبحاث
كَتب عام 1956م رسالة الدكتوراة بعنوان «فلسفة الناواتل المدروسة في مصادرها» تحت إشراف الأب أنخيل ماريا جاريباي. أيضاً استطاع الترجمة، والترجمة الفورية، ونشر مجموعة أعمال بالناواتل. كما ترأس بورتيا حركة فهم، وإعادة تقيم آداب الناواتل ليست فقط لفترة عصر قبل كولومبي، بل أيضاً للفترة الحالية؛ لأن لغة الناواتل ظلت اللغة الأم لمليون ونصف من السكان. شارك في تأسيس تعليم مزدوج اللغة في المكسيك. في1965م تزوج من عالمة اللغة، والأكاديمية الإسبانية أسينسيون إيرناندز تريڤيلنو، والتي تعرف عليها قبل سنة خلال المؤتمر الدولي للأمريكيين، والذي انعقد في برشلونة، وإشبيلية.
أيضاً شارك في إظهار أعمال بيرناردينو دي ساكون (مؤلف العديد من الأعمال بلغة الناواتل)-هو المصدر الأساسي لحضارة آزتك - والذي أعلنه أول عالم انثروبولوجي للنواتلين. سجل ساجون معرفته بعلماء النواتل باللغة المحلية (لغة محلية)، وبناءاً على طلب من السلطات الإسبانية كَتب نسخة باللغة القشتالية عن هذه المعرفة في عمله باسم«التاريخ العام لشئون إسبانيا الجديدة»، لكن نسخته الأصلية لم تنشر أبداً. قد تُرجِم عمله«التاريخ العام لشئون إسبانيا الجديدة» إلى اللغة الألمانية، قبل ما يقوم بورتيا بترجمته، لكن النسخة الألمانية لم تكن مكتملة. في نوفمبر1998م منحته رابطة جوتشيمانس دي بلاتا جائزة جوتشيمانس دي بلاتا من خلال جامعة خوارس المستقلة لتاباسكو.

## المجالات الأساسية في البحث
لغة وآداب الناواتل، وتضم مخطوطات للسكان الأصليين.
الدفاع عن حقوق السكان الأصليين.
العلاقات الثقافية بين شمال شرق المكسيك وجنوب شرق الولايات المتحدة.

## المناصب الأكاديمية
أستاذ بكلية الفلسفة، والآداب بالجامعة الوطنية المستقلة في المكسيك.
عضو في الأكاديمية المكسيكية للغة(1962م)
عضو بالأكاديمية الكوبية للغة.
مدير معهد الأبحاث التاريخية بالجامعة الوطنية المستقلة في المكسيك (1966-1976م).

## الأعمال الأكثر شهرة
كتب ليون بورتيا أكثر من مائة ونصف مقال لصالح مؤسسات مختلفة، وأكثر من أربعين كتاب من بينهم:
«فلسفة الناواتل المدروسة في مصادرها»(1956م).هذا العمل هو رسالة دكتوراة، تمت طباعتها نحو 10مرات، وتمت ترجمتها إلى العديد من اللغات المختلفة كاللغة الأنجليزية، والإيطالية، والروسية، والألمانية.
«نظرة المهزومين»(1959).هو العمل الأكثر شهرة، حتى عام 2008م تم طباعته نحو 29مرة، وتُرجِم إلى 12لغة، في هذا الكتاب عرض نظرة سكان النواتل نحو الغزو الإسبانية.